# Sophie Ingle
Sophie Ingle (født 2. september 1991) er en kvindelig walisisk fodboldspiller, der spiller forsvar og midtbane for engelske Chelsea i FA Women's Super League og Wales' kvindefodboldlandshold.
Hun har tidligere spillet for andre engelske topklubber som Bristol Academy, Cardiff City, og Liverpool. 
I 2020, blev et af Ingle's mål i en ligakamp mod Arsenal W.F.C., nomineret til FIFA Puskas Award.
Ingle's landsholdsdebut var i kvalifikation til VM i 2009, i 2-0-sejren Aserbajdsjan, i Baku den 28. oktober 2009.. Den 22. september 2020, spillede Ingle hendes nummer 100 landskamp for Wales, mod Norge i Kvalifikation til EM i fodbold for kvinder 2022. Den 27. maj 2021, blev det annonceret at Ingle var den eneste walisiske spiller til at repræsentere Storbritanniens kvindefodboldlandshold ved Sommer-OL 2020 i Tokyo.